# Accademia delle Scienze della Moldavia
L'Accademia delle Scienze della Moldavia (in romeno Academia de Ştiinţe a Moldovei), fondata nel 1946, è la principale organizzazione scientifica della Moldavia e coordina ricerche in tutte le aree della scienza e della tecnologia.

## Presidenti
Gheorghe Duca è il capo dell'Accademia delle Scienze della Moldavia dal 5 Febbraio 2004.
- Iachim Grosul (1961–1976)
- Alexandru Jucenco (1977–1989)
- Andrei Andrieş (1989 – 5 Febbraio 2004)
- Gheorghe Duca (5 Febbraio 2004 – in corso)

## Decisione del Presidio dell'Accademia delle Scienze della Moldavia del 9 Settembre 1994
"Il generale incontro annuale dell'Accademia delle Scienze della Moldavia conferma le motivate opinioni scientifiche dei filologi della Repubblica ed esteri (approvato dalla decisione del Presidio dell'Accademia delle Scienze della Moldavia del 9.09.94), secondo cui il corretto nome della lingua (ufficiale) della Repubblica di Moldavia è il romeno. Questa dichiarazione deve essere resa pubblica.
28.02.96 "Limba Română”, nr. 2 (26), 1996.”

## Galleria d'immagini

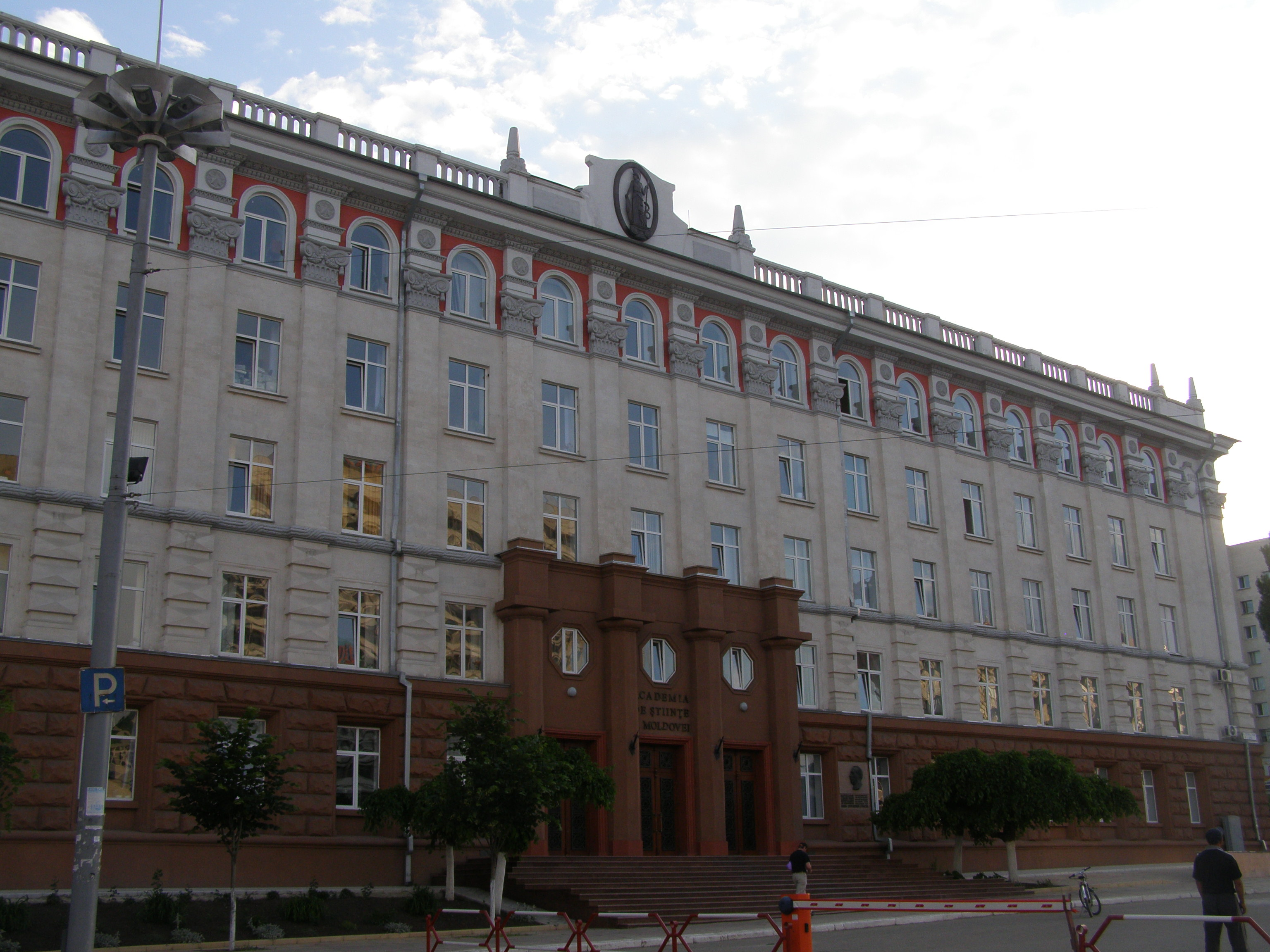
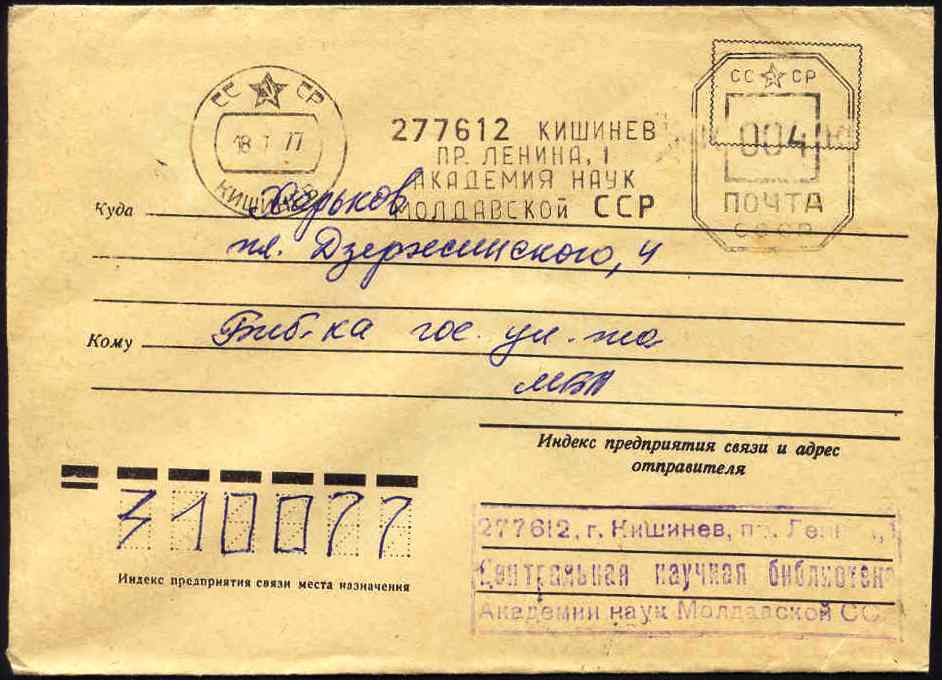
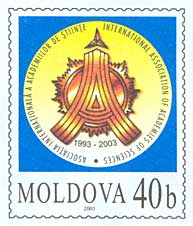
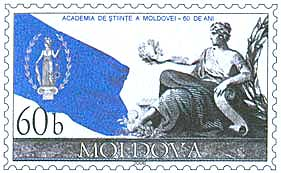